# Cyrtandra cumingii
Cyrtandra cumingii är en tvåhjärtbladig växtart som beskrevs av Charles Baron Clarke. Cyrtandra cumingii ingår i släktet Cyrtandra och familjen Gesneriaceae. Inga underarter finns listade i Catalogue of Life.